# Logis de Fontenay
Le logis de Fontenay est un manoir situé à Fontenay-sur-Vègre, dans la région historique du Maine (actuel département de la Sarthe), en France. 
Cet édifice bénéficie d'une inscription au titre des monuments historiques.

## Localisation
Le monument est situé dans le département français de la Sarthe, à l'ouest du bourg de Fontenay-sur-Vègre, dominant la vallée de la Vègre.

## Historique
Le logis a servi de décor, en 1997, à certaines scènes du film L'Homme au masque de fer avec Leonardo DiCaprio, Gérard Depardieu, Jeremy Irons, John Malkovich, Gabriel Byrne.

## Architecture
Le corps de logis est inscrit au titre des monuments historiques le 9 décembre 1926, tandis que les bâtiments fermant la cour avec le pigeonnier ainsi que les murs de soutènement et le sol de la cour sont inscrits depuis le 12 décembre 1995.